# Kiiskisaari (ö i Södra Savolax, Nyslott, lat 62,18, long 28,14)
Kiiskisaari är en ö i Finland. Den ligger i sjön Haukivesi och i kommunen Rantasalmi i den ekonomiska regionen  Nyslotts ekonomiska region  och landskapet Södra Savolax, i den sydöstra delen av landet, 280 km nordost om huvudstaden Helsingfors. Öns area är 3,1 hektar och dess största längd är 450 meter i sydöst-nordvästlig riktning.